# Federazione Italiana Lavoratori Trasporti
La Federazione Italiana Lavoratori Trasporti (FILT)  è il sindacato dei lavoratori iscritti alla CGIL che operano nel campo dei trasporti e della viabilità.

## Storia
La FILT nacque nel congresso di Livorno del 31 marzo 1980, alla fine di un processo di unificazione dei sei sindacati che allora rappresentavano i vari rami della categoria.
Nel 1982 si aggiunsero alla categoria i lavoratori operanti nell'attività del controllo e dell'assistenza al traffico aereo, persone che da quell'anno passarono da personale militare a personale civile. In seguito si aggiunsero anche i lavoratori della viabilità, operanti nel settore stradale.

## Dati sugli iscritti
Il sito della FILT CGIL fornisce una serie di dati storici sul tesseramento:
| Anno | Totale iscritti |
| ---- | --------------- |
| 1998 | 130.692         |
| 2017 | 150.386         |
| 2018 | 150.464         |
| 2019 | 152.296         |
| 2020 | 155.075         |
| 2021 | 152.732         |
| 2022 | 151.715         |
| 2023 | 156.185         |

## Segretari generali
- 1980: Lucio Di Carlini
- 1986: Luciano Mancini
- 1994: Paolo Brutti
- 1997: Guido Abbadessa
- 2003: Fabrizio Solari
- 2008: Franco Nasso
- 2017: Alessandro Rocchi
- 2019: Stefano Malorgio